# Old School: Niezaliczona
Old School: Niezaliczona (oryg. Old School, 2003) – amerykański film komediowy wyprodukowany w studiu DreamWorks SKG.

## Obsada
- Luke Wilson − Mitch Martin
- Will Ferrell − Frank Ricard
- Vince Vaughn − Bernard ’Beanie’ Campbell
- Jeremy Piven − Dziekan Gordon ’ Ser’ Pritchard
- Ellen Pompeo − Nicole
- Juliette Lewis − Heidi
- Leah Remini − Lara Campbell
- Perrey Reeves − Marissa Jones
- Craig Kilborn − Mark
- Elisha Cuthbert − Darcie
- Seann William Scott − Peppers
- Matt Walsh − Walsh

### Wersja polska
- Jacek Kopczyński − Mitch
- Zbigniew Suszyński − Beanie
- Janusz Wituch − Frank
- Jacek Rozenek − Gordon Pritchard
- Małgorzata Kożuchowska − Heidi
- Tomasz Steciuk − Barry
- Olga Bończyk − Marissa
- Anna Sroka − Lara
- Małgorzata Sadowska − Nicole
- Krzysztof Banaszyk − Mark